# دوري كرة القدم الأمريكية 1975
دوري كرة القدم الأمريكية 1975 هو موسم من دوري كرة القدم الأمريكية ‏. فاز فيه نيويورك أبولو ‏.